# Algansea popoche
Algansea popoche és una espècie de peix cipriniforme de la família dels ciprínids que es troba a Nord-amèrica.